# برينرية صفصافية
برينرية صفصافية (بالإنجليزية: Brenneria salicis)‏ هي أحد أنواع البكتيريا التابعة لجنس البرينرية ضمن شعبة المتقلبات، سلبية الغرام ممراضة بالنسبة للنباتات.
تعرف هذه البكتيريا بتسببها في «مرض العلامة المائية» في أشجار الصفصاف، يؤثر مرض العلامة المائية على الأشجار المصابة بإعاقة الدورة النسغية وذلك بسد الأوعية الخشبية. العلامات المبكرة للمرض هي:
- الذبول.
- الجفاف الخارجي.
- الأوراق الميتة على الأغصان بالتناوب على طول تاج الشجرة.
- المقاطع العرضية للفروع المتضررة تظهر ماء شفاف إلى لون برتقالي/بني في الخشب.
- المقاطع العرضية في الجدع الرئيسي للأشجار المقتولة متبيضة تماما (بيضاء).

الصفصاف الأبيض حساس جدا ل«مرض العلامة المائية» في حين حساسية الصفصاف الهش أقل من ذلك بكثير. الهجائن بين هذين النوعين أظهرت حساسية متوسطة.